# Saison cyclonique 2008 dans l'océan Atlantique nord
La saison 2008 des ouragans (cyclones tropicaux dans l'océan Atlantique) était en cours du 1er juin 2008 au 30 novembre 2008, selon la définition de l'Organisation météorologique mondiale. La saison a débuté en fait le 31 mai avec la tempête tropicale Arthur, un système qui a donné des précipitations abondantes sur le Yucatán. L'ouragan Bertha est un ouragan majeur mais ne touche aucune terre. Pendant que la tempête tropicale Cristobal passe au large de la côte est des États-Unis, l'ouragan Dolly donne de fortes pluies sur l'extrême nord du Mexique, le Texas et les territoires voisins. Ce dernier est suivi de la tempête tropicale Edouard.
Cependant, c'est le quatuor de la tempête tropicale Fay et des ouragans Gustav, Hanna et Ike qui a dominé la saison. En effet, ces quatre systèmes se sont succédé sur les Grandes Antilles et le golfe du Mexique, du milieu d'août au début de septembre, pour causer quelques centaines de morts. Fay a inondé la Floride durant quatre jours. La Nouvelle-Orléans a échappé belle au passage de Gustav qui menaçait de reproduire un désastre similaire à celui de l'ouragan Katrina en 2005. L'île de Galveston (Texas) a pratiquement été rasée par l'ouragan Ike et la ville Houston a été fortement endommagée. Ike est le 3e plus coûteux ouragan pour son bassin cyclonique. Mais c'est Haïti qui a particulièrement été touchée, les pluies diluviennes successives dévastant le pays, en particulier la région des Gonaïves.
Les cyclones tropicaux suivants ont eu des effets minimaux, sauf Kyle qui a donné des pluies diluviennes aux provinces maritimes et à l'est du Québec au Canada; et Omar qui affecta le sud des Antilles. Avec l’ouragan Paloma, la saison cyclonique 2008 est devenue la seule saison avec un ouragan majeur par mois durant cinq mois consécutifs.

## Noms des tempêtes 2008
La liste des noms qui sera utilisée pour nommer les tempêtes qui se formeront dans le bassin cyclonique de l'océan Atlantique Nord durant l'année 2008 sera la même que celle de la saison 2002, à l'exception d'Ike et de Laura qui remplaceront les noms Isidore et Lili. Les noms qui ne sont pas retirés de cette liste seront à nouveau utilisés lors de la saison 2014.
| - Arthur - Bertha - Cristobal - Dolly - Edouard - Fay - Gustav | - Hanna - Ike - Josephine - Kyle - Laura - Marco - Nana | - Omar - Paloma - Rene - Sally - Teddy - Vicky - Wilfred |

## Records
Ouragan Bertha : pour son bassin cyclonique,
- tempête tropicale s'étant formé le plus à l'est (24,7°O) ;
- ouragan s'étant formé le plus à l'est (50,2°O) ;
- ouragan majeur s'étant formé le plus à l'est avant le mois d'août (52,1°O) ;
- 6e plus intense ouragan avant août ;
- le 3e plus intense ouragan de juillet (derrière Dennis et Emily en 2005) ;
- la 2e plus longue longévité au 12 juillet ;
- la plus longue longévité au 15 juillet.

Tempête tropicale Fay : pour son bassin cyclonique,
- le 1er plus nombre des abordages sur Floride (quatre).

Tempête tropicale Marco :
- le 1er plus petit cyclone tropical mondial.

## Effets
A Cuba, les destructions causées par les cyclones sont évalués par le dirigeant Raúl Castro à 10 milliards de dollars (7,9 milliards d'euros). 500 000 foyers ont été affectés, 156 000 hectares de canne à sucre ont été détruits et 500 000 ont été inondés.